# Kinixys natalensis
Kinixys natalensis is een schildpad uit de familie landschildpadden (Testudinidae). De soort werd voor het eerst wetenschappelijk beschreven door John Hewitt in 1935. Later werd de wetenschappelijke naam Kinixys belliana natalensis gebruikt.
De schildpad bereikt een maximale schildlengte tot 15 centimeter waarmee het een van de kleinste klepschildpadden is. De schildkleur is bruin, de randen van de hoornplaten zijn lichter tot geel. De kleur van de poten en staart is bruin tot geel.
Kinixys natalensis komt voor in Afrika in de landen Mozambique, Zuid-Afrika en Swaziland. De habitat bestaat uit droge en rotsige omgevingen zoals doornland.